# Єврейське кладовище

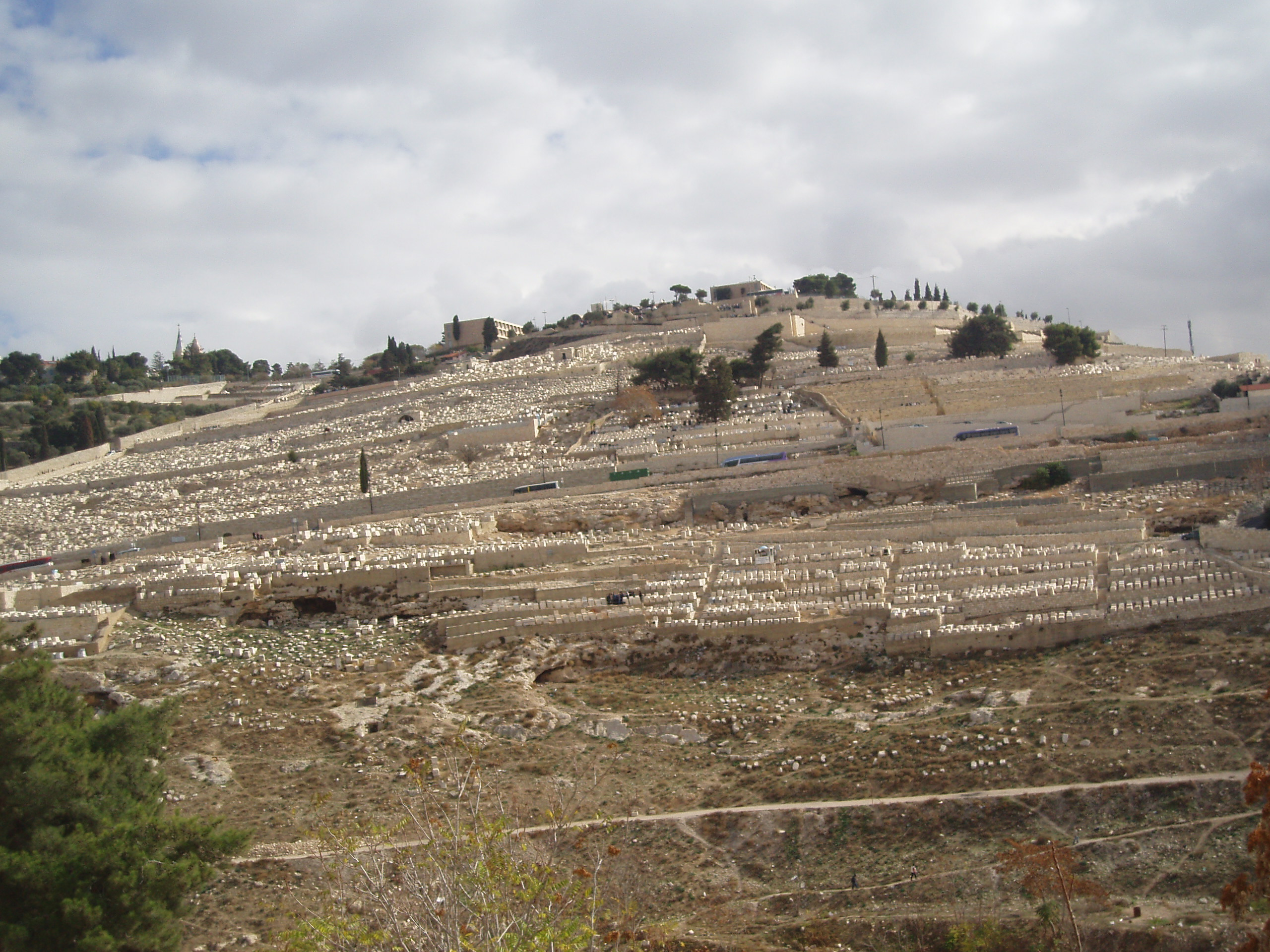
Єврейське кладовище на Оливковій горі — одному з історичних пагорбів Єрусалима, листопад 2008 року

Євре́йське кладовище (івр. בית עלמין «бейт альмін» або «бейт кварот») — некрополь, на якому поховано євреїв згідно з єврейською традицією. Земля на цвинтарі вважається святою. Створення цвинтарю є одним із перших пріоритетів для нової єврейської общини.
Основна відмінність між християнськими, і єврейськими кладовищами полягає у відмінному трактування могил. Християнське розуміння дозволяє порушувати існуючі поховання після певного часу для виконання нових. Християнське кладовище, яке не використовується протягом тривалого часу, може бути ліквідованим. Згідно з принципами юдаїзму кожен надгробок і ціле кладовище є недоторканними, до того часу, допоки відомо про його місце знаходження. До винятків належать випадки, коли виконується ексгумація для перенесення останків на Святу Землю або до родинної могили, для перенесення з неєврейського кладовища, або коли некрополю загрожують профанація чи підмивання водою.

## Історія
Ранні єврейські кладовища були розташовані за межами міст. Надгробки здебільшого мають написи на івриті. У діаспорі є традиція ховати ногами в бік Єрусалима.
Найбільші єврейські кладовища в Європі в Будапешті, Лодзі, Празі, Варшаві та Берліні. Під час Другої світової війни зруйновано багато єврейських кладовищ у багатьох регіонах Європи.
На теренах Польщі, а надалі — приєднаних Польщею земель України, євреї вперше отримали привілеї, які гарантували непорушність і охорону їхніх кладовищ згідно з Каліським статутом (пол. Statut kaliski), виданим Болеславом Побожним (пол. Bolesław Pobożny) у 1264 році.

## Назви

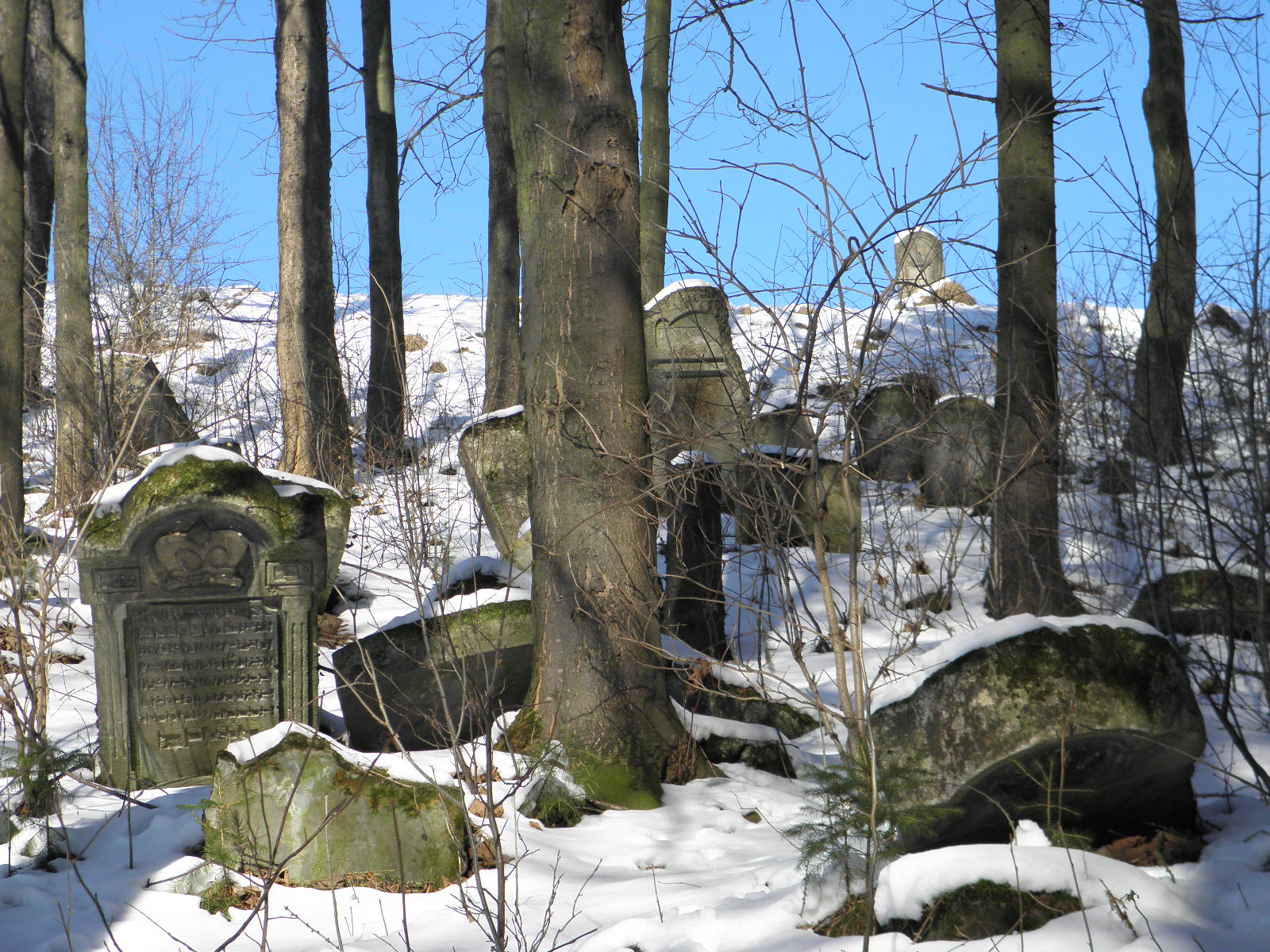
Окописько в місті Турка

В івриті для означення єврейського кладовища застосовуються такі евфемізми:
- בית עולם бейт олам — «дім світу» або «дім вічності»
- בית חיים бейт хаїм — «дім життя»
- בית קברות бейт кварот — «дім гробів»
- בית עלמין бейт альмін — «дім вічності» (вираз запозичений з арамейської мови).

У Галичині українці й поляки вживали назву кіркут (пол. kirkut, kierkow, kierchol, kirchol, від нім. Kirchhof — «церковний двір для поховання померлих»), а також окописько, окопище, оскільки місце зазвичай усіх сторін оточувався ровами й земляним валом. Носії мови ідиш застосовували назви, похідні від івриту: бейсойлем, бейсакворес.